# Hevea rigidifolia
Hevea rigidifolia là một loài thực vật có hoa trong họ Đại kích. Loài này được (Spruce ex Benth.) Müll.Arg. mô tả khoa học đầu tiên năm 1865.